# ادوارد هاردویک
ادوارد هاردویک (به انگلیسی: Edward Hardwicke) ‏ (زادهٔ ۷ اوت ۱۹۳۲ - درگذشتهٔ ۱۶ مه ۲۰۱۱)، بازیگر اهل انگلیس بود.
 هاردویک بیشتر برای ایفای نقشِ شخصیت دکتر واتسون در مجموعه تلویزیونی شرلوک هلمز شناخته شده بود.

## قسمتی از فیلمشناسی
- اتلو - ۱۹۶۵
- اوتلی - ۱۹۶۸
- بازداشتگاه کلدیتز - ۱۹۷۲
- روز شغال - ۱۹۷۳
- اوپنهایمر  - ۱۹۸۰
- زهر - ۱۹۸۱
- کودک: راز افسانه گمشده - ۱۹۸۵
- خانواده دراماند - ۱۹۸۵
- سرزمین سایه‌ها - ۱۹۹۳
- ریچارد سوم - ۱۹۹۵
- داغ ننگ - ۱۹۹۵
- الیزابت - ۱۹۹۸
- عکس جدایی-۱۹۹۹
- معما - ۲۰۰۱
- در واقع عشق - ۲۰۰۳
- الیور توئیست - ۲۰۰۵